# 蒂瓦希波乌纳穆
蒂瓦希波乌纳穆 是一处世界遗产，位于新西兰南岛西南角。
该地区于1990年列为世界遗产，面积26,00平方公里，包括4个国家公园： 
- 奥拉基/庫克山國家公園
- 峽灣國家公園
- 阿斯帕林山国家公园
- 韦斯特兰泰普提尼国家公园